# 毛齿棘豆
毛齿棘豆（学名：Oxytropis trichocalycina）为豆科棘豆属下的一个种。